# Eustachy Kierdej
Eustachy Kierdej herbu Bełty (zm. Radziwonowicze 2 maja 1661 roku) – kasztelan żmudzki, strukczaszy, sekretarz i dworzanin Jego Królewskiej Mości.
20 października 1655 roku podpisał ugodę kiejdańską.

## Sprawowane urzędy
- Podstoli grodzieński (1619-1626)
- Pisarz ziemski grodzieński (1626-1638)
- Podsędek grodzieński (1639-1646)
- Chorąży grodzieński (1646-1649)
- Kasztelan smoleński (1649-1653)
- Kasztelan żmudzki (1653-1661)[1]

## Deputat na Trybunał Główny Wielkiego Księstwa Litewskiego
- 1621 - z Powiatu Grodzieńskiego